# Febbre di vivere (film 1953)
Febbre di vivere è un film drammatico del 1953, diretto da Claudio Gora.
Il film è stato poi selezionato tra i 100 film italiani da salvare.

## Trama
Il bellissimo Massimo vive nel lusso, abituato alle spese più smisurate, ma in realtà è sommerso dai debiti ed è stretto nei loschi affari della sala corse che gestisce. Per sostenere la sua illusoria vita da ricco è costretto perciò a rivolgersi ad usurai: passa le giornate assieme a un gruppo di altri giovani snob e sfaccendati. La sua compagna Elena lo ama, ma egli non si fa alcuno scrupolo di tradirla, scoprendosi, oltre che ottuso, anche senza cuore. Quando il suo amico Daniele esce di prigione, dov'è finito pur essendo innocente, e scopre che proprio Massimo per intascare una cifra irrisoria aveva corrotto l'avvocato che difendeva Daniele e tramato perché l'amico fosse condannato, gli dà il ben servito e tronca i rapporti.
In più Elena è incinta e un imbroglio, scoperto alla sua sala corse, crea a Massimo nuovi guai.
Per mettere a tacere Daniele, che oltre ad averlo allontanato vuole anche infangargli la reputazione, Massimo combina un incontro con Lucia, sua ex fidanzata, che tuttavia, da ragazza molto forte, non vuol più saperne di quel vecchio amore. Per venir fuori dalle pressioni di Elena, Massimo convince un giovane amico, Sandro, a prendersi la responsabilità della gravidanza di Elena e a chiedere aiuto ai propri genitori: in questo modo riesce a far in modo che la ragazza sia affidata a un medico senza scrupoli che accetti di farla abortire.
Tuttavia presto, quando Sandro scopre di essere stato usato e si ribella, scoppia una rissa e questi muore colpito in testa con un manganello trovato sul posto proprio da Massimo. Per dare l'impressione di un suicidio, Massimo getta il cadavere dalla finestra: a questo punto Lucia, innamorata di lui ma non ingenua da negare l'omicidio colposo del fidanzato ai danni dell'amico, lo denuncia e lo fa finalmente arrestare.
Elena si sottrae inoltre alle grinfie del medico, che giustamente addita come "corrotto", e decide di continuare autonomamente la sua gravidanza, mentre Daniele non si rassegna, e così confessa a Lucia che la ama ancora e che saprà aspettarla, senza mancarle di rispetto come ha fatto Massimo finora.

## Produzione
Coraggiosa indagine di ambiente e di costume sulle nuove generazioni, Febbre di vivere è tratto da Cronaca, opera teatrale di Leopoldo Trieste andata in scena nel 1946.
Il film è la seconda prova come regista dell'attore Claudio Gora, dopo l'esordio 3 anni prima con Il cielo è rosso, tratto dall'omonimo romanzo di Giuseppe Berto.

### Riprese
Tra le location delle riprese del film, svolte nel dicembre del 1952 e interamente circoscritte a Roma, figurano:
- Via del Teatro di Marcello
- Castel Fusano, in provincia di Roma
- Villa Glori

## Distribuzione
Il film venne distribuito nelle sale cinematografiche italiane a partire dal 24 aprile 1953.

## Accoglienza

### Incassi
Nonostante fosse stato accolto positivamente dalla critica, il film ricevette degli incassi molto modesti: infatti, contando fino al 31 marzo 1959, esso arrivò a guadagnare non più di 76.199.183 lire esatte.

## Riconoscimenti
- 1953 - Nastro d'argento[4]
  - Miglior regia a Claudio Gora
  - Miglior colonna sonora a Valentino Bucchi